# Оболсуново (село)
Оболсуново — село в Тейковском районе Ивановской области России, входит в состав Большеклочковского сельского поселения. Одноименная железнодорожная станция на линии Москва - Александров - Иваново, останавливаются пригородные поезда.

## История
В 1981 году Указом Президиума Верховного Совета РСФСР посёлок санатория «Оболсуново» переименован в Оболсуново.

## Население
| 1905 | 2010 |
| ---- | ---- |
| 13   | ↗283 |

## Инфраструктура
С советского времени действует санаторий «Оболсуново».